# Câu lạc bộ bóng đá Liêu Ninh Hoành Vận
Câu lạc bộ bóng đá Liêu Ninh Hoành Vận (giản thể: 辽宁宏运; phồn thể: 遼寧宏運; bính âm: Liáoníng Hóngyùn) là một câu lạc bộ bóng đá chuyên nghiệp lâu đời của Trung Quốc đã giải thể. Sân nhà của đội bóng là tại Trung tâm Thể thao Tân Khu Thiết Tây nằm ở thành phố Thẩm Dương. 
Được thành lập vào năm 1953 với tên gọi là Câu lạc bộ bóng đá Liêu Ninh, họ là đội bóng đầu tiên của Trung Quốc giành được danh hiệu AFC Champion League vào mùa giải 1989-90 (lúc đó có tên gọi là Asian Club Championship) sau khi đánh bại Nissan Yokohama với tỉ số 3-2 sau hai lượt trận. Kể từ ngày 26 tháng 2 năm 1994, đội bóng đã được tổ chức như một câu lạc bộ bóng đá chuyên nghiệp hoàn toàn, tuy nhiên họ đã phải vật lộn để duy trì những thành công đã từng có trong quá khứ.

## Lịch sử
Được thành lập vào năm 1953 như là một câu lạc bộ thể thao bóng đá Đông Bắc Trung Quốc và ngay lập tức đã thu được những thành công khi vô địch giải bóng đá quốc gia năm 1954. Năm 1959, họ đổi tên thành Câu lạc bộ bóng đá Liêu Ninh theo tên tỉnh. Năm 1978, họ giành được Cúp quốc gia. Với việc đưa các cầu thủ trẻ thi đấu tại các giải đấu của Trung Quốc vào năm 1982 khiến đội bóng dần trở lên chiếm ưu thế tại các giải đấu trong nước và khu vực châu Á trong những năm 1980 và 1990. Liêu Ninh là một trong những đội bóng đầu tiên của Trung Quốc tìm kiếm các nhà tài trợ. Đến mùa giải 1994, các giải bóng đá ở Trung Quốc đã trở nên chuyên nghiệp và Liêu Ninh nhanh chóng làm theo khi họ chính thức trở thành câu lạc bộ bóng đá chuyên nghiệp vào năm 1995. chuyển Liêu Ninh, tuy nhiên điều đó không hề dễ dàng khi họ đã rớt hạng vào cuối mùa giải năm 1995, kết thúc sự thống trị bóng đá Trung Quốc cuối những năm 1980, đầu những năm 90. Họ đã phải thi đấu tại giải hạng hai trong một vài mùa cho đến mùa bóng năm 1998. Ngay lập tức họ trở lại cuộc cạnh tranh cúp vô địch giải Jia-A (lúc bấy giờ là giải đấu cao nhất của bóng đá Trung Quốc) nhưng đã tuột mất cúp vô địch sau khi kém Lỗ Năng Sơn Đông đúng một điểm.
Trong mùa giải 2008, đội bóng bị xuống hạng, tuy nhiên trong năm 2009 họ giành được vị trí thứ hai và ngay lập tức trở lại giải đấu cao nhất của bóng đá Trung Quốc.

## Huấn luyện viên
| - Yang Yumin (1994) - Wang Hongli (1994–95) - Lý Thụ Bân (1995) - Su Yongshun (1996) - Yang Yumin (1996) - Cái Tăng Thần (1997) - Yang Yumin (1997) - Wang Hongli (1997–98) - Zhang Yin (1998–00) - Lý Thụ Bân (1 tháng 1 năm 2000–31 tháng 12 năm 2000) | - Yevgeni Skomorokhov (2000) - Wang Hongli (2000–02) - Dimitar Penev (2003) - Mã Lâm (2003–04) - Wang Hongli (2005) - Tang Yaodong (3 tháng 7 năm 2005–30 tháng 12 năm 2007) - Werner Lorant (2008) - Mã Lâm (8 tháng 7 năm 2008–26 tháng 11 năm 2013) - Gao Sheng (27 tháng 11 năm 2013–9 tháng 4 năm 2014) - Trần Dương (9 tháng 4 năm 2014–) |

## Danh hiệu

### Trong nước
Giải đấu
- Giải Vô địch Quốc gia Trung Quốc
  - Vô địch (1): 1954
- Chinese Jia-A League
  - Vô địch (8): 1978, 1985, 1987, 1988, 1990, 1991, 1992, 1993
- China League One
  - Vô địch (1): 2009

Cúp
- Chinese FA Cup
  - Vô địch (1): 1986
- Siêu cúp bóng đá Trung Quốc
  - Vô địch (1): 2000

### Châu Á
- Asian Club Championship
  - Vô địch (1): 1990
  - Á quân (1): 1991

### Đội trẻ
- Vô địch (1): 2008
- U15
- Nike Cup